# Crépy (Aisne)
Crépy település Franciaországban, Aisne megyében. Lakosainak száma 1807 fő (2022. január 1.). Crépy Besny-et-Loizy, Brie, Bucy-lès-Cerny, Cerny-lès-Bucy, Couvron-et-Aumencourt, Fourdrain, Saint-Gobain, Saint-Nicolas-aux-Bois és Vivaise községekkel határos.

## Népesség
A település népességének változása:
| Lakosok száma | 1534 | 1543 | 1574 | 1821 | 1951 | 1901 | 1837 | 1816 | 1798 | 1807 |
|               | 1968 | 1982 | 1990 | 2006 | 2013 | 2015 | 2017 | 2019 | 2020 | 2022 |